# Berach
Berach o Ahar és un riu de l'Índia, al Rajasthan. El nom d'Ahar l'agafa perquè passa per la ciutat d'aquest nom. El riu neix als turons al nord de d'Udaipur (Rajasthan) i té com a fonts els llacs Pichola i Swarup Sagar. Corre de nord-oest a sud-est i passa a la vora d'Udaipur i per Ahar, i arriba fins al llac Udai Sagar seguint després cap a les muntanyes Chitor i s'uneix al riu Banas prop de Mandalgarh, amb un trajecte de 209 km per la regió coneguda per Mewar, desaiguant prop de Bigod i Triveni Sangam al tehsil de Mandalgarh (districte de Bhilwara). La llegenda el fa una branca del Ganges que corre sota terra i emergeix en aquesta zona.